# Marco Antônio (football, 1963)
Pour les articles homonymes, voir Marco Antônio.
Marco Antônio Pais dos Santos dit Marco Antônio est un footballeur brésilien né le 20 août 1963 au Brésil.